# Sinisa Malesevic
Siniša Malešević (Banja Luka, 5 aprile 1969) è un sociologo irlandese.
È Senior Fellow e Ricercatore Associato presso il Conservatoire national des arts et métiers (CNAM), Parigi, Francia. Gli interessi di ricerca di Malesevic includono lo studio comparativo-storico e teorico dell'etnia, degli Stati nazionali, del nazionalismo, degli imperi, dell'ideologia, della guerra, della violenza e della teoria sociologica. È autore di nove e redattore di otto libri e volumi tra cui influenti monografie Ideology, Legitimacy and the New State (2002), The Sociology of Ethnicity (2004), Identity as Ideology (2006) The Sociology of War and Violence (2010), Nation-States and Nationalisms (2013), The Rise of Organised Brutality (2017) e Grounded Nationalisms (2019). The Rise of Organised Brutality ha ricevuto il premio 2018 dall'American Sociological Association's Peace, War and Social Conflict Section e "Grounded Nationalisms" è stato un secondo classificato (menzione d'onore) nel 2020 Stein Rokkan Prize for Comparative Social Science Research. Malesevic è anche autore di oltre 100 articoli di riviste peer-reviewed e capitoli di libri e ha tenuto più di 120 conferenze invitate in tutto il mondo. Il suo lavoro è stato tradotto in numerose lingue tra cui albanese, arabo, cinese, croato, francese, indonesiano, giapponese, persiano, portoghese, serbo, spagnolo, turco e russo. In precedenza ha ricoperto incarichi di ricerca e insegnamento presso l'Institute for International Relations (Zagabria), il Centre for the Study of Nationalism, CEU (Praga) - dove ha lavorato con il defunto Ernest Gellner -, e presso l'Università Nazionale d'Irlanda, Galway. Ha anche tenuto cattedre e borse di studio in visita presso l'Université Libre de Bruxelles (Eric Remacle Chair in Conflict and Peace Studies), l'Institute for Human Sciences di Vienna, la London School of Economics, l'Uppsala University e l'Istituto olandese di studi avanzati in scienze umanistiche e sociali, Amsterdam. Nel marzo 2010 è stato eletto membro della Royal Irish Academy, nel dicembre 2012 è stato eletto membro associato dell'Accademia delle Scienze e delle Arti della Bosnia-Erzegovina e nell'agosto 2014 è stato eletto membro dell'Academia Europaea.